# Hipòlit Lázaro i Higueras
Hipòlit Lázaro i Higueras (Vila de Gràcia, actualment Barcelona, 13 de setembre de 1887 - Barcelona, 14 de maig, 1974) fou un tenor català.
Posseïdor d'una esplèndida veu de tenor líric, va destacar per la brillantor dels seus aguts i per les interpretacions d'òpera italiana, en especial de Verdi i Mascagni.

## Biografia
Els seus estudis foren precaris, per manca de recursos. Debutà a Olot el 1906 amb Marina, d'Arrieta. Després de cantar sarsueles, el 1910 es presentà al Teatre Novetats de Barcelona amb La favorita, de Donizetti i direcció de Sebastià Rafart i Llatas. El 1910 es trasllada a Milà per perfeccionar els seus coneixements. Aviat es destacà, i assolí èxits a Itàlia, al Caire i a Anglaterra (Rigoletto, 1912).
Durant els anys 1917 i 1920 fou l'ídol de la Metropolitan Opera de Nova York, tenint com a rival a Enrico Caruso. Després d'Isabeau, preferí el repertori verista, especialment de Mascagni, del qual es convertí en el seu protegit i en feu les estrenes mundials de Parisina (Teatro alla Scala de Milà, 1913) i Il piccolo Marat (Roma, 1921), així com de La cena delle beffe (1924), de Giordano.
El públic admirava les seves grans facultats vocals i la seva rivalitat amb Miguel Fleta feu època. Actuà per tot el món, especialment als Estats Units i a Cuba. Al Liceu de Barcelona, on havia debutat el 1914 amb Rigoletto i La favorita, va participar en la reestrena el 1934 de l'òpera Euda d'Uriac, d'Amadeu Vives, i el 1935, El estudiante de Salamanca, de Joan Gaig.
D'entre els nombrosos discs que enregistrà, destaca la versió completa de Marina, amb Mercè Capsir.
L'any 1947 publicà a Barcelona el volum Mi método de canto, que prologà el pedagog Frank Marshall. Dos anys després edità a Cuba la seva autobiografia El libro de mi vida.

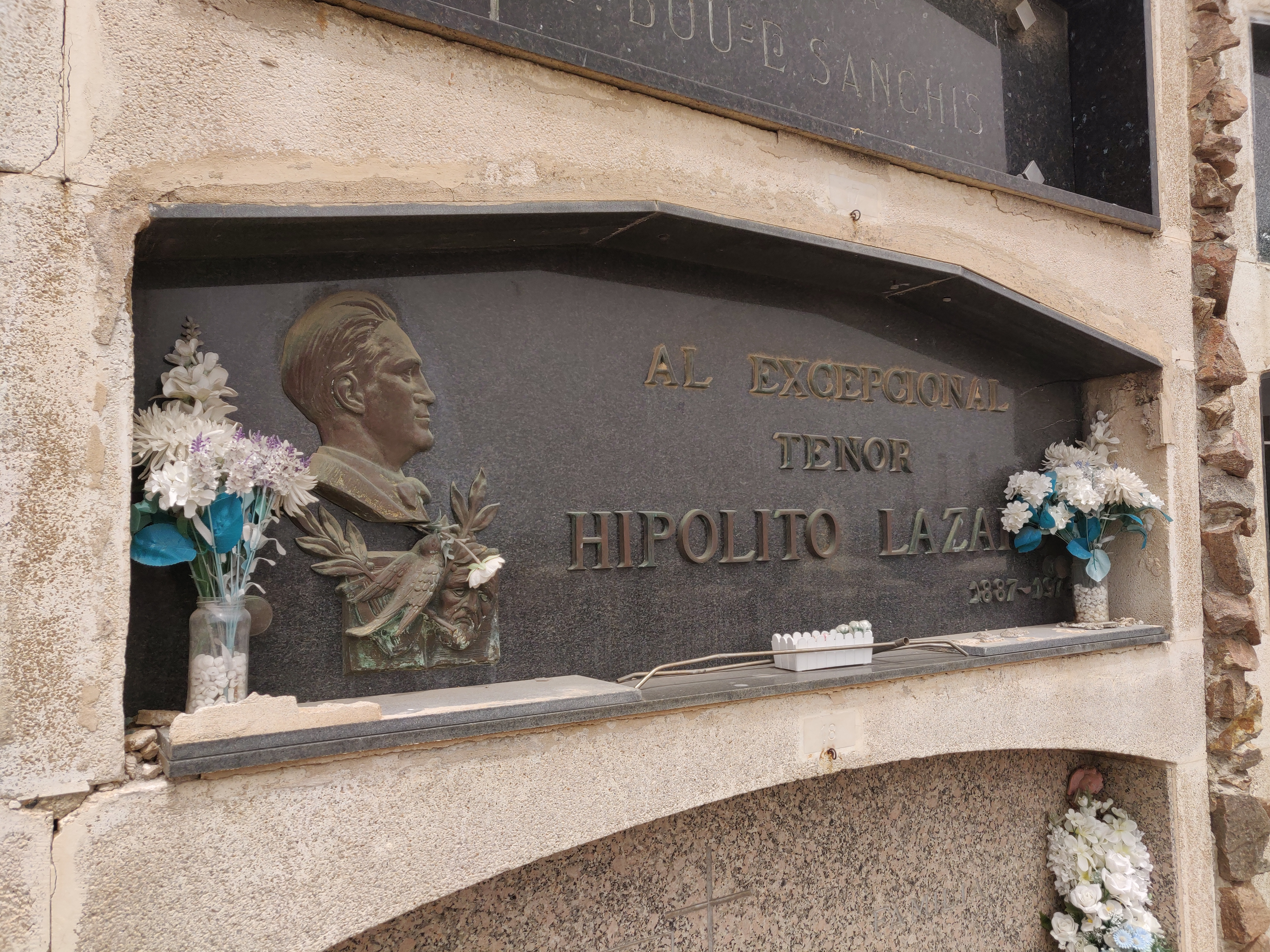
Tomba al Cementiri de Montjuïc

Es retirà el 1950 i residí a l'Havana fins que deu anys després el règim de Fidel Castro expropià tots els seus béns. Aleshores retornà a Barcelona per a viure-hi en la modèstia més absoluta. Hi rebé diversos homenatges abans de morir. Està enterrat al Cementiri de Montjuïc.